# تروبونين

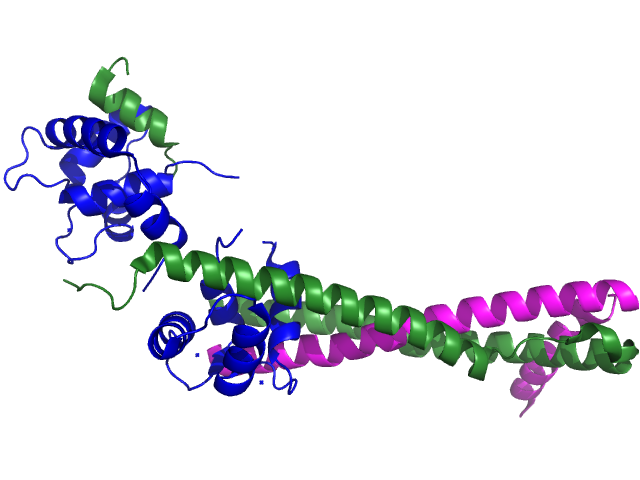

تروبونين (بالإنجليزية: Troponin)‏ أو مركب التروبونين (بالإنجليزية: troponin complex)‏ هو مركب من ثلاثة بروتينات تنظيمية (تروبونين سي، تروبونين I، وتروبونين تي) تعتبر جزءًا لا يتجزأ من الانقباض العضلي في العضلات الهيكلية والعضلة القلبية، وليس العضلات الملساء. غالبًا ما تتعلق مناقشات التروبونين بخصائصه الوظيفية وفائدته كدلالة تشخيصية أو هدف علاجي لمختلف اضطرابات القلب، وخاصة كعلامة محددة للغاية في حلات احتشاء عضلة القلب أو موت خلايا عضلة القلب.

## الوظيفة
يرتبط التروبونين بالبروتين تروبوميوسين ويقع داخل المسافة بين خيوط الأكتين في الأنسجة العضلية. في العضلة المنبسطة، يسد التروبوميوسين موقع التعلق بالجسر المتقاطع للميوسين، وبالتالي يمنع الانقباض. عندما تحفز الخلية العضلية على الانقباض عن طريق جهد الفعل، تفتح قنوات الكالسيوم في الغشاء الساركوبلازمي وتطلق الكالسيوم في الساركوبلازم. يرتبط بعض من هذا الكالسيوم بالتروبونين، ما يؤدي إلى تغيير شكله، الأمر الذي يؤدي إلى تعريض مواقع الارتباط للميوسين (المواقع النشطة) على خيوط الأكتين. يتسبب ارتباط الميوسين بالأكتين في تكوين الجسور المتقاطعة، ويبدأ تقلص العضلات.
عثر على التروبونين في كل من العضلات الهيكلية وعضلة القلب، لكن الإصدارات المحددة من التروبونين تختلف بين أنواع العضلات. الفرق الرئيسي هو أن الوحدة الفرعية تروبونين سي من التروبونين في العضلات الهيكلية بها أربعة مواقع مرتبطة بأيون الكالسيوم، بينما في عضلة القلب هناك ثلاثة فقط. لم تحدد الكمية الفعلية من الكالسيوم التي ترتبط بالتروبونين بشكل نهائي.

## علم وظائف الأعضاء (الفزيولوجيا)
في كل من عضلات القلب والعضلات الهيكلية، يتم التحكم في إنتاج القوة العضلية بشكل أساسي عن طريق التغيرات في تركيز الكالسيوم داخل الخلايا. بشكل عام، عندما يرتفع الكالسيوم، تنقبض العضلات، وعندما ينخفض الكالسيوم، تسترخي العضلات.
التروبونين هو أحد مكونات الخيوط الرقيقة (جنبًا إلى جنب مع الأكتين والتروبوميوسين)، وهو مركب البروتين الذي يرتبط به الكالسيوم لتحفيز إنتاج القوة العضلية. يحتوي التروبونين نفسه على ثلاث وحدات فرعية، التروبونين سي والتروبونين آي والتروبونين تي، يلعب كل منها دورًا في تنظيم القوة. تحت مستويات الكالسيوم داخل الخلايا المسترخية، يغطي التروبوميوسين المواقع النشطة على الأكتين التي يرتبط بها الميوسين (محرك جزيئي منظم في خيوط عضلية سميكة) لتوليد القوة. عندما يصبح الكالسيوم مرتبطًا بمواقع محددة في المجال N للتروبونين سي، تحدث سلسلة من التغييرات الهيكلية للبروتين مثل دحرجة التروبوميوسين بعيدًا عن مواقع ربط الميوسين على الأكتين، ما يسمح للميوسين بالارتباط بالخيوط الرقيقة والإنتاج قوة وتقصير قسيم عضلي.
تؤدي الوحدات الفرعية الفردية وظائف مختلفة:
- يرتبط التروبونين سي بأيونات الكالسيوم لإنتاج تغيير توافقي في التروبونين آي
- يرتبط التروبونين تي بـ التروبوميوسين، الأمر الذي يجعله متشابكًا لتشكيل مركب تروبونين-تروبوميوسين
- يرتبط التروبونين آي بالأكتين في الخيوط العضلية الرقيقة لتثبيت مركب الأكتين-تروبوميوسين في مكانه

لا تحتوي العضلات الملساء على مادة التروبونين.

### الوحدات الفرعية
التروبونين تي هو وحدة فرعية مرتبطة بالتروبوميوسين تنظم تفاعل مركب التروبونين مع خيوط رفيعة؛ يثبط التروبونين آي نشاط الآتيباز ATP-ase للأكتو-ميوسين؛ أما التروبونين سي فهو وحدة فرعية ملزمة للكالسيوم، وتلعب الدور الرئيسي في التنظيم المعتمد على الكالسيوم لتقلص العضلات.
يقدم التروبونين تي والتروبونين آي في عضلة القلب بأشكال مختلفة عن تلك الموجودة في عضلات الهيكل العظمي. يعبر عن اثنين من الأشكال الإسوية من التروبونين آي واثنين من الأشكال الإسوية من التروبونين تي في أنسجة العضلات الهيكلية (skTnI وskTnT). وصف شكل إسوي واحد خاص بالأنسجة من التروبونين آي لأنسجة عضلة القلب (سي تروبونين آي)، في حين وصف وجود العديد من الأشكال الإسوية المحددة للقلب للتروبونين تي في الأدبيات، لا توجد أشكال إسوية محددة للقلب معروفة للتروبونين سي البشري. يقدم التروبونين سي في أنسجة عضلة القلب بواسطة شكل إسوي نموذجي لعضلة هيكلية منبسطة. شكل آخر من أشكال التروبونين سي، الشكل الإسوي السريع للتروبونين سي للهيكل العظمي، هو أكثر شيوعًا للعضلات الهيكلية السريعة. يعبر عن سي تروبونين آي فقط في عضلة القلب. لا توجد أمثلة معروفة على تعبير سي تروبونين آي في العضلات الهيكلية السليمة أو المصابة أو في أنواع الأنسجة الأخرى. من المحتمل أن يكون سي تروبونين آي أقل تخصصًا في القلب. وصف التعبير عن سي تروبونين آي في الأنسجة الهيكلية للمرضى الذين يعانون من إصابات مزمنة في العضلات الهيكلية.
داخل معقد تروبونين القلب، أثبت أقوى تفاعل بين الجزيئات للمركب الثنائي تروبونين سي وسي تروبونين آي خاصة في وجود الكالسيوم (KA = 1.5 × 10−8 M − 1). تروبونين سي، الذي يشكل مركبًا مع سي تروبونين آي، يغير شكل جزيء سي تروبونين آي ويحجب جزءًا من سطحه. وفقًا لأحدث البيانات، يطلق الـ سي تروبونين آي في مجرى الدم للمريض على شكل مركب ثنائي مع التروبونين سي أو مركب ثلاثي مع سي تروبونين تي وتروبونين سي. يلعب التكوين المركب سي تروبونين آي - تروبونين سي دورًا إيجابيًا مهمًا في تحسين استقرار جزيء سي تروبونين آي. يُظهر سي تروبونين آي، وهو غير مستقر للغاية في شكله الحر، استقرارًا أفضل بشكل ملحوظ في المركب مع تروبونين سي أو في مجمع سي تروبونين آي - سي تروبونين سي - تروبونين سي الثلاثي. لقد أثبت أن استقرار سي تروبونين آي في المركب الأصلي أفضل بكثير من ثبات الشكل المنقى للبروتين أو استقرار سي تروبونين آي في مجمعات التروبونين الاصطناعية المجمعة من البروتينات النقية.